# Скример
Скример (от англ. to scream — кричать) — аудиовизуальный эффект, художественный приём, часто используемый в фильмах (обычно в фильмах ужасов), и видеоиграх, а также для троллинга в Интернете, чтобы вызвать внезапный испуг у зрителя, игрока или пользователя. Скримеры представляют собой неожиданное появление пугающего изображения, сопровождаемого криком или другим громким звуком. Издание The Verge описывает скримеры как один из основных элементов фильмов ужасов, существующий, чтобы застать зрителя врасплох. В фильмах скример может появляться в тот момент фильма, когда ничего не предвещает беды, но чаще появляется после долгого периода саспенса.
Некоторые критики считают скример слишком простым способом напугать зрителя, ставшим клише современных фильмов ужасов.
В английском языке для обозначения пугающих моментов в фильмах и видеоиграх используется термин «jumpscare» (букв. «прыжок от ужаса»), в то время как «screamer» — только для изображений или видеороликов в Интернете.

## Использование в кино
Впервые скример был использован в конце фильма «Гражданин Кейн» 1941 года, где на весь экран появился кричащий попугай какаду. По словам режиссёра фильма Орсона Уэллса, это было задумано для того, чтобы немного напугать зрителей, которые могли заскучать к концу картины.
В фильме ужасов скример впервые был применён в фильме «Люди-кошки».
Американский интернет-журнал Paste составил список 50 лучших скримеров в кино всех времён. На первое место издание поставило скример в фильме ужасов 1990 года «Изгоняющий дьявола 3» в эпизоде с медсестрой в коридоре больницы.